# Daphne Akhurst
Daphne Jessie Akhurst, de casada Daphne Cozens (Ashfield, Nova Gal·les del Sud, 22 d'abril de 1903 − Sydney, 9 de juny de 1933) fou un tennista australiana.
En el seu palmarès destaquen cinc títols de l'Australian Championships entre els anys 1925 i 1930, esdevenint la quarta tennista amb més títols individuals d'aquest torneig. També va conquerir aquest torneig en cinc ocasions en dobles femenins i quatre més en dobles mixts. L'any 1925 va formar part del primer equip australià que va fer gira per Europa, amb l'èxit destacable de disputar la final de Wimbledon en dobles mixts.

## Biografia
Filla d'Oscar James Akhurst i Jessie Florence, va estudiar música al Sydney Conservatorium of Music. Es va casar amb Royston Stuckey Cozens el 26 de febrer de 1930 a l'església St Philip's Church de Sydney, i van tenir un fill anomenat Don. Malauradament, Daphne va morir el 9 de gener de 1933, amb 29 anys, a causa d'un embaràs ectòpic.
L'Open d'Austràlia va reanomenar el trofeu que entrega a la campiona individual del torneig en el seu honor, Daphne Akhurst Memorial Cup. Va ser inclosa a l'International Tennis Hall of Fame l'any 2013.

## Torneigs de Grand Slam

### Individual: 5 (5−0)
| Resultat   | Núm. | Any  | Campionat                      | Oponent             | Marcador       |
| ---------- | ---- | ---- | ------------------------------ | ------------------- | -------------- |
| Guanyadora | 1.   | 1925 | Australasian Championships     | Esna Boyd           | 1−6, 8−6, 6−4  |
| Guanyadora | 2.   | 1926 | Australasian Championships (2) | Esna Boyd           | 6−1, 6−3       |
| Guanyadora | 3.   | 1928 | Australian Championships (3)   | Esna Boyd           | 7−5, 6−2       |
| Guanyadora | 4.   | 1929 | Australian Championships (4)   | Louie Bickerton     | 6−1, 5−7, 6−2  |
| Guanyadora | 5.   | 1930 | Australian Championships (5)   | Sylvia Lance Harper | 10−8, 2−6, 7−5 |

### Dobles femenins: 6 (5−1)
| Resultat   | Núm. | Any  | Campionat                      | Parella             | Oponents                                | Marcador      |
| ---------- | ---- | ---- | ------------------------------ | ------------------- | --------------------------------------- | ------------- |
| Guanyadora | 1.   | 1924 | Australasian Championships     | Sylvia Lance        | Kathleen Le Messurier Meryl O'Hara Wood | 7−5, 6−2      |
| Guanyadora | 2.   | 1925 | Australasian Championships (2) | Sylvia Lance Harper | Esna Boyd Kathleen Le Messurier         | 6−4, 6−3      |
| Finalistaa | 1.   | 1926 | Australasian Championships     | Marjorie Cox        | Esna Boyd Meryl O'Hara Wood             | 3−6, 8−6, 6−8 |
| Guanyadora | 3.   | 1928 | Australian Championships (3)   | Esna Boyd           | Kathleen Le Messurier Dorothy Weston    | 6−3, 6−1      |
| Guanyadora | 4.   | 1929 | Australian Championships (4)   | Louie Bickerton     | Sylvia Lance Harper Meryl O'Hara Wood   | 6−2, 3−6, 6−2 |
| Guanyadora | 5.   | 1931 | Australian Championships (5)   | Louie Bickerton     | Nell Lloyd Lorna Utz                    | 6−0, 6−4      |

### Dobles mixts: 6 (4−2)
| Resultat   | Núm. | Any  | Campionat                      | Parella       | Oponents                                | Marcador |
| ---------- | ---- | ---- | ------------------------------ | ------------- | --------------------------------------- | -------- |
| Guanyadora | 1.   | 1924 | Australasian Championships     | James Willard | Esna Boyd Garton Hone                   | 6−3, 6−4 |
| Guanyadora | 2.   | 1925 | Australasian Championships (2) | James Willard | Sylvia Lance Harper Richard Schlesinger | 6−4, 6−4 |
| Finalista  | 1.   | 1926 | Australasian Championships     | James Willard | Esna Boyd John Hawkes                   | 1−6, 4−6 |
| Guanyadora | 3.   | 1928 | Australian Championships (3)   | Jean Borotra  | Esna Boyd John Hawkes                   | Renúncia |
| Finalista  | 1.   | 1928 | Wimbledon                      | Jack Crawford | Elizabeth Ryan Patrick Spence           | 5−7, 4−6 |
| Guanyadora | 4.   | 1929 | Australian Championships (4)   | Edgar Moon    | Marjorie Cox Jack Crawford              | 6−0, 7−5 |